# Kralje
Kralje (cyr. Краље) – wieś w Czarnogórze, w gminie Andrijevica. W 2011 roku liczyła 207 mieszkańców.